# サブマリン特許
サブマリン特許（サブマリンとっきょ、英: submarine patent）とは、出願された発明のうち、記載された発明技術が普及した時点で特許権が成立するとともに、その存在が公になるものを言う。日本語訳で「潜水艦特許」とも呼ばれる。
旧来の特許制度のもとでは制度に不備があり、補正手続きや継続出願を繰り返すことで、発明の出願日（発明日）を維持しつつ、長く発明の内容を非公開のままにおくことが可能であった。特許権の取得を先送りし、技術が普及するのを待ってから手続きを進めて特許権を取得すると共に公開し、利用者に多額の特許実施料を請求するという例がしばしば見られた。1995年にアメリカ合衆国の特許制度が改正されたが、それ以前のものに対しては適用されない。

## 概要
特許制度は、
- 有益な技術の公開を促し、世の中に役立てる
  - 同様な技術開発を避ける
  - 占有実施権利が消滅後には誰でも実施できるようにする
- その代償として一定期間独占実施の権利を与える
  - 他者の使用を差し止めることができる
  - 実施料と引き換えに他者に実施させることもできる

ことを趣旨とした制度であるとの説（公開代償説）が一般的である。

### 問題点
しかし、旧来の法制度では、幾つかの問題が指摘されていた。
- 特許として登録されるまで公開されない（1971年以前の日本、および2000年以前の米国、ただし、米国においては現在でも一部例外的に公開されない場合がある）
- 特許の有効期間は登録日から起算する（1995年以前の日本や1996年以前の米国）

特許制度の本来の趣旨は、有用な技術を公開することを促し、一定期間だけ特許の実施を独占させる代わりに、その後はその特許を誰もが実施できることにある。しかし、サブマリン特許では、故意に成立時期を遅らせることにより、技術が公開されることなく産業の発展に資する事がない。その一方で制度が本来独占権を与えることを予定されていない時期に、独占権を行使することが可能となるとともに、特許された発明を公衆が自由に利用することができる時期が遅れてしまうことになる。
とりわけ、基本的な技術に関わる発明が出願されながら、その内容が長く秘匿された場合は深刻である。当該技術が普及して基盤技術となり、その上に幅広い技術体系が構築されたところでサブマリン特許が明らかになると、基盤技術を排除する事は事実上不可能で、幅広く使われている事を根拠に権利者の要求する膨大な使用料支払いを余儀なくされる。
旧来の制度下における出願、例えば1995年以前に米国に出願された発明、及び、1971年以前に日本に出願された発明については、特許が成立してその内容が公開されるまで、第三者はどの様な発明が出願されているかを知ることができなかった。そのため、他者の出願した発明を調べて予めこれを回避する事が不可能であった。
また、特許出願について分割や補正・継続出願等の手続きを繰り返して、発明した技術を秘匿しつつ特許の成立を遅らせた場合でも、出願日そのものは維持され後続の技術開発に対して優先権を確保する一方で、特許の有効期間は成立日から起算するので、充分な期間にわたり権利を保持して利益を享受できた。
この様な操作を行われた特許は、急にその存在が明らかになるところから「サブマリン特許」と呼ばれる。

### 法改正による対策
現在の特許制度においては、出願した発明の内容については一定の期間を経ると原則として公開する制度（出願公開制度）が導入されており、公開された発明を調査しておくことで、他者の特許を回避することも可能である。また、特許の権利期間の終期が出願日から起算されるよう法改正がなされたため、審理が長引いて特許成立が遅れたとしても、特許権の満了時期が過度に引き伸ばされる事がない。
日本では、1971年に出願公開制度が導入されるとともに、従来は「公告日より15年間」であった権利存続期間が1995年7月1日施行の改正法で「出願日より20年間」とされたため、これ以降の出願についてはサブマリン特許の問題は生じない。
米国では、1996年のTRIPS協定の発効に伴い、出願日を権利期間の起算日とする法改正が行われたため、改正後の出願では20年を超える長期間にわたるサブマリン特許が発生することはなくなった。ただし、公開制度については、2000年に制度が導入されたものの、一部例外が認められているため、特許成立までどのような発明が出願されているか分からない場合はまだ残っている。
さらに米国の2000年5月29日以降の出願については、PTA (Patent Term Adjustment) 制度により、出願後3年以内に登録されなかった場合や特許庁の応答の遅れがあった場合にはその期間に応じて無制限に特許の権利期間が延長されるため、特許の権利期間は実質的には「出願日から20年」か「登録日から17年」かいずれか長い方となっている。もっとも、出願人側に起因する権利化の遅れはPTAの期間から減算されるため、故意に権利化を遅滞させて権利の満了時期を遅らせることはできないとされている。

## 著名な例
サブマリン特許として関連する事項を幾つか挙げる。

### レメルソン特許
米国の発明家ジェローム・ハル・レメルソン (Jerome Hal Lemelson) が取得した米国特許の一群を指すが、その中に1950年代より幅広い事例について発明を出願し、長く分割や補正の手続きを繰り返して発明を秘匿してきたサブマリン特許も含まれる。一部は1956年に最初の出願がなされ、1985年に至っても補正が続けられているとしている。
これらの特許は、主に画像処理に関するものであり、日本の自動車会社についても自動車輸出の管理にバーコード処理を使うとして実施料を支払っている他、ゲーム機器、ゲームソフトメーカーに対しても、映像処理と音声処理の同期処理、3D表現方法に関連して実施料の請求があり、一部は支払っているとされる。
なお、レメルソンの死後、2004年1月23日、米国ネバダ州ラスベガス連邦地裁は、特許侵害訴訟が起こされた対象14特許（およびその76の請求項）について、特許出願から特許付与および権利行使（侵害の差し止め）をするまでの手続きが長すぎることから、英米法における『出願手続懈怠の原則』（英語: The Doctrine of Prosecution laches）による過失（"culpable neglect"、犯罪的な無視）を理由として、当該14特許の特許権は無効である（unenforceable、行使する権利を失っている）との判決を下した。これを不服としたレメルソン側の上訴に対しても、米国連邦巡回区控訴裁判所 (US Court of Appeals for the Federal Circuit) がこの連邦地裁判決を維持し、当該特許の権利行使（侵害による損失の賠償を得る権利）が無効であることが維持され、レメルソン側が敗訴している。
ちなみに、この訴訟の対象特許は、彼の多数ある特許のうちの以下の14特許である。アメリカ合衆国特許第4,338,626号、第4,511,918号、第4,969,038号、第4,979,029号、第4,984,073号、第5,023,714号、第5,067,012号、第5,119,190号、第5,119,205号、第5,128,753号、第5,144,421号、第5,249,045号、第5,283,641号、第5,351,078号。

### SDRAM特許
ラムバス（Rambus, Inc.、ランバス社とも表記）が、自社の米国特許がSDRAM（DRAMの一つ）に使われているとして、チップメーカやセットメーカに実施料を請求した。SDRAMの規格策定に際して、参加社は所有する関連特許を公開して取り扱いを協議することにしていたが、当初参加していたラムバスは、自社の特許を秘匿し、後にSDRAM規格に基づく製品が普及した時点で特許を成立させ、2000年頃から幅広く実施料を請求して回った。
当初は東芝等の企業が、早々と「SDRAM、DDR SDRAMとそのコントローラに関する特許ライセンス契約」締結するなど、ラムバスにとっては非常に順調に物事が進んでいたが（2000年6月にラムバス社の株価は最高値を更新している）、2001年になってからInfinion相手の特許侵害訴訟で一審敗訴するなど形勢が変わり始める。
その後もラムバスによる提訴や、提訴された側のメモリメーカーから逆提訴など法廷闘争が続いたが、2013年にラムバスとマイクロンはクロスライセンス契約を締結して、長年の争いに遂に終止符を打った。これにはラムバス自体の大幅な方針転換も影響している模様である。
法廷闘争の最中、ドリームキャストは使用しているメモリが「ラムバスの特許権を侵害する」として、アメリカ合衆国への輸入差し止めの申請も行われている（2000年3月）。

### キルビー特許
キルビー特許については、もともとの特許出願が公告された時点で技術内容が明らかになっており、技術を秘匿していないので厳密にはサブマリン特許とは言えないが、権利化を遅らせた例であるのでサブマリン特許に含めて扱うこともある。ジャック・キルビーが発明し半導体集積回路の基盤技術として日本に出願された発明「半導体装置」（特許第320249号、以下249特許）と、それを分割した子を更に分割した孫にあたる「半導体装置」（特許第320275号、以下275特許）のうち、275特許を指す。
249特許は、1960年に出願されて1965年に公告された。しかし、同業他者より異議申し立てが相次ぎ、最終的に特許として登録されたのは1977年である。出願時の特許法（大正10年法）の下では権利期間は公告から15年であったため、1980年に満了し、この特許の権利が認められたのは3年間のみであった。
一方、これを分割したものを再度分割した275特許については、拒絶査定に対しても審判で反論を繰り返して1986年に公告を勝ち取り、その後の異議申し立ても退けて1989年に登録された。原出願時の特許法が適用されるため、権利期間は1986年の公告から15年間、すなわち2001年までとなった。
275特許については、半導体製品が生活の隅々まで行き渡るようになってから特許となったもので、関連業界が実施料として支払った金額は莫大になる。なお、富士通のみは特許に抵触していないとして実施料支払いを拒否し、訴訟の結果、275特許そのものも無効とされた。訴訟についてはキルビー特許を参照。